# Signaller Viney
Signaller Viney – angielski bokser, srebrny medalista Mistrzostw Europy z roku 1925.
W maju 1925 został wicemistrzem Europy w kategorii lekkiej. W ćwierćfinale mistrzostw pokonał Polaka Zygfryda Wende, zapewniając sobie miejsce na podium mistrzostw. W półfinale wyeliminował Duńczyka Arne Sande, awansując do finału wraz z reprezentantem Szwecji Selfridem Johanssonem. W finale Viney przegrał na punkty, zajmując drugą pozycję.